# Паяжината на Шарлот (филм, 2006)
Вижте пояснителната страница за други значения на Паяжината на Шарлот.
„Паяжината на Шарлот" (на английски: Charlotte's Web) е американски игрален филм от 2006 г., създаден по едноименния роман на писателя Е. Б. Уайт. Режисьор е Гари Уиник, а сценарият, базиран на книгата на Уайт, е дело на Сузана Грант и Кери Къркпатрик. Филмът е сниман в Австралия.
Това е втората адаптация на романа след анимационния филм от 1973 г., създаден от Хана-Барбера за Paramount Pictures.

## Сюжет
Във ферма в Мейн, дъщерята на фермера (Дакота Фанинг) взема под своя закрила малкото прасенце Уилбър (Доминик Скот Кей), което баща ѝ се готви да заколи. По-късно то е изпратено на друго място, където отново намира подкрепа, сприятелявайки се с женския паяк Шарлот (Джулия Робъртс). За да не бъде Уилбър изяден, Шарлот изплита послания в мрежите си, с които убеждава стопаните, че той е забележително прасе.

## Прием
През 2006 г. филмът печели наградата „Изборът на критиците“ за семеен филм в категорията игрално кино. През 2007 г. филмът печели и награда „Изборът на децата“ за любима филмова актриса (Дакота Фенинг).

## Саундтрак
Sony Classical издава саундтрак на CD, „Charlotte's Web: Music from the Motion Picture“ на 5 декември 2006 г. Освен инструменталната музика на Дани Елфман, саундтракът включва и песен на Сара Маклахлън, която тя изпълнява на церемонията по откриването на Зимните олимпийски игри 2010. Компилацията „Music Inspired by the Motion Picture“ („Музика, вдъхновена от филма“) е издадена на CD на 12 декември 2006 г.

## Видеоигра
Видеоигра по филма е разработена от Backbone Entertainment и издадена от THQ и Sega на 12 декември 2006 г. за GBA, Nintendo DS, PS2 и PC.